# 卡弗环形山

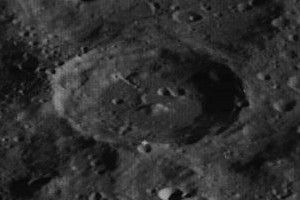
月球轨道器3号拍摄的南向斜视图

卡弗环形山（Carver）是月球背面南半球一座大撞击坑，约形成于酒海纪或早雨海世，其名称取自美国教育家、农业化学家、植物学家及传教士乔治·华盛顿·卡弗（1864年-1943年），1970年被国际天文学联合会正式批准接受。

## 描述
该陨坑西侧毗邻范德瓦耳斯环形山；东北靠近罗斯兰陨石坑；洛希环形山位于它的东面；东南偏南坐落着科济列夫环形山；在它的西南则是皮克尔纳陨石坑。该陨坑的中心月面坐标为43°28′S 127°36′E / 43.46°S 127.60°E，直径62.45公里，深度为2.726公里。
卡弗环形山位于南极-艾托肯盆地内，外观呈圆形，它坐落在更古老、损毁更重的卫星坑卡弗 M的南侧壁上。虽然卡弗环形山的外侧壁因撞击侵蚀而磨损，但其宽阔的内壁仍带有清晰的阶地状结构，环内外坑壁坐落着数座细小的陨坑。陨坑壁高出周边地形1230米，内部容积约有3343.93立方千米。碗状的坑底相对平坦，面积约为坑口大小的一半，西南地表上显示有一对醒目的双坑；东部则分布有数道沟壑及链坑，中心点附近坐落着一座低矮的中央峰。

## 卫星陨石坑
按惯例，最靠近卡弗环形山的卫星坑在月图上以字母标注在该坑中心点的旁边。
| 卡弗 | 纬度     | 经度      | 直径      |
| ---- | -------- | --------- | --------- |
| L    | 45.78° S | 128.80° E | 24.61公里 |
| M    | 45.66° S | 127.43° E | 80.42公里 |

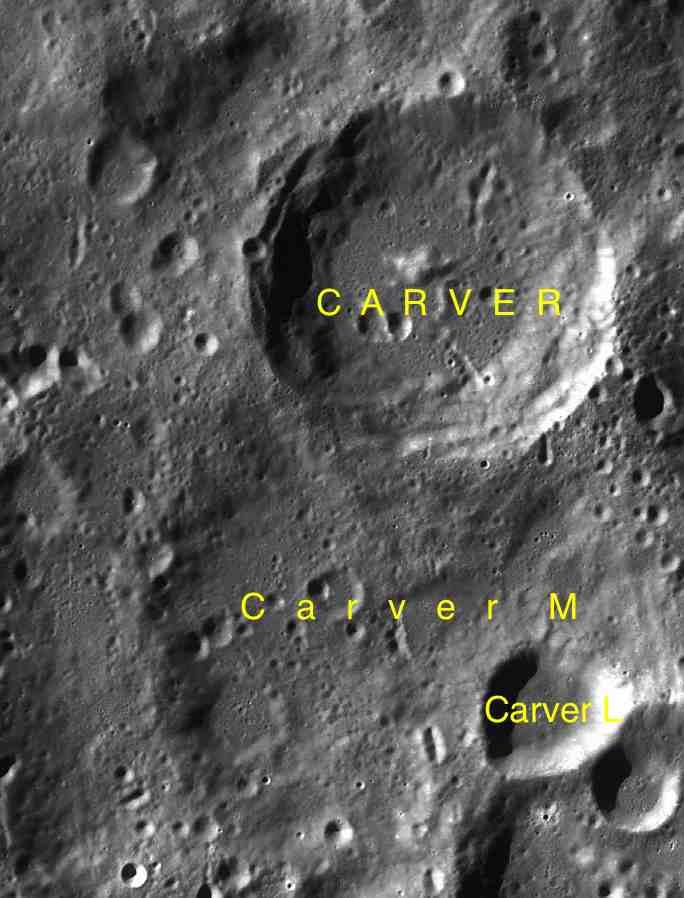
LAC-117 月图

- 卫星坑卡弗 K1997年被国际天文学联合会更名为科济列夫环形山；
- 卫星坑卡弗 L形成于晚雨海世[1]；
- 卫星坑卡弗 M形成于前酒海纪[1]。

## 另请参阅
- Andersson, L. E.; Whitaker, E. A. . NASA RP-1097. 1982.
- Blue, Jennifer. . USGS. July 25, 2007  [2007-08-05]. （原始内容存档于2012-04-08）.
- Bussey, B.; Spudis, P. . New York: Cambridge University Press. 2004. ISBN 978-0-521-81528-4.
- Cocks, Elijah E.; Cocks, Josiah C. . Tudor Publishers. 1995. ISBN 978-0-936389-27-1.
- McDowell, Jonathan. . Jonathan's Space Report. July 15, 2007  [2007-10-24]. （原始内容存档于2012-05-26）.
- Menzel, D. H.; Minnaert, M.; Levin, B.; Dollfus, A.; Bell, B. . Space Science Reviews. 1971, 12 (2): 136–186. Bibcode:1971SSRv...12..136M. doi:10.1007/BF00171763.
- Moore, Patrick. . Sterling Publishing Co. 2001. ISBN 978-0-304-35469-6.
- Price, Fred W. . Cambridge University Press. 1988. ISBN 978-0-521-33500-3.
- Rükl, Antonín. . Kalmbach Books. 1990. ISBN 978-0-913135-17-4.
- Webb, Rev. T. W.  6th revised. Dover. 1962. ISBN 978-0-486-20917-3.
- Whitaker, Ewen A. . Cambridge University Press. 1999. ISBN 978-0-521-62248-6.
- Wlasuk, Peter T. . Springer. 2000. ISBN 978-1-85233-193-1.